# Istituzione totale

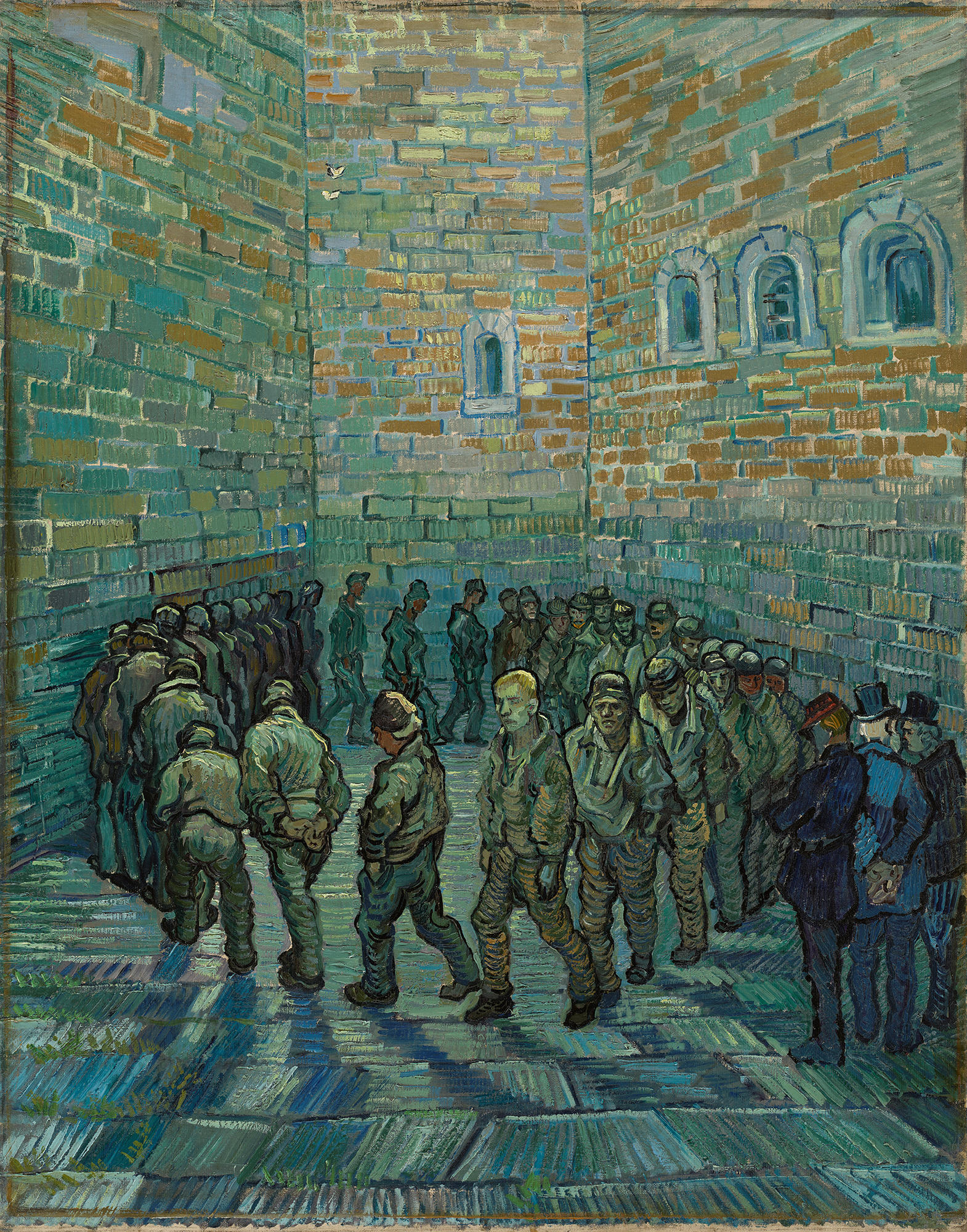
Vincent Van Gogh, La ronda dei carcerati, 1890, olio su tela. Un carcere è un tipico esempio di istituzione totale

L'istituzione totale è il luogo in cui gruppi di persone risiedono e convivono per un significativo periodo di tempo.

## Caratteristiche
I tratti distintivi di detta istituzione sono: 
- allontanamento ed esclusione dei soggetti istituzionalizzati dal resto della società;
- organizzazione formale e centralmente amministrata del luogo e delle sue dinamiche interne;
- controllo sui soggetti-membri operato dall'alto.

Le modalità di accesso ad una istituzione totale sono fondamentalmente due:
1. la piena identificazione di un soggetto con le intenzioni e le finalità espresse dalla situazione comune, come nel caso dei luoghi di convivenza continua come i conventi, in cui lo status di persona istituzionalizzata è dovuto a una scelta;
2. la costrizione derivante dall'essere considerato un soggetto pericoloso per la società, come nel caso di carceri e manicomi, in cui lo status di persona istituzionalizzata è di fatto imposto.

## Tipi di istituzioni totali nel mondo

### Italia
Sono elencate tutte le istituzioni totali italiane, presenti e passate, a cui vi si accede o accedeva per costrizione (in grassetto quelle ancora previste oggi):
- Il carcere (1861 - oggi), luogo in cui si esercita la reclusione di persone colpevoli di reati (vedere le voci: carcere (ordinamento italiano) e Ordinamento penitenziario italiano);
- Il riformatorio giudiziario (1861 - 1988), che accoglieva i minorenni dei 21 anni responsabili di reati, oltre al carcere minorile, che attualmente accoglie le persone tra i 14 e i 18 anni.
- I manicomi (1861 - 1978), il Trattamento sanitario obbligatorio (1978 - oggi), gli ospedali psichiatrici giudiziari (1976 - 2015) e le Residenza per l'esecuzione delle misure di sicurezza (REMS) (2015 - oggi), luoghi in cui venivano rinchiuse le persone con squilibri mentali;
- I campi di internamento civile (1915 - 1945), le colonie penali (1861 - anni '80[1]), il confino di polizia (1863 - 1956), il foglio di via (1956 - oggi)[senza fonte],  il soggiorno obbligato (1965 - 1995[2]) e i campi di lavoro coloniali (1887 - 1941), tutte istituzioni e istituti volti a "confinare" una persona in un certo luogo o comune, non necessariamente in regime di reclusione;
- I CPSA, i CDA, i CARA e i Centri di Identificazione ed Espulsione (CIE), volti ad accogliere, identificare, integrare ed eventualmente espellere gli immigrati provenienti da altri paesi.

## Autori di riferimento
Molti autori si sono dedicati al tema dell'esclusione sociale ed alla istituzionalizzazione nei luoghi di reclusione totale. La maggior parte delle loro ricerche ed analisi si sono indirizzate verso la dimensione carceraria e manicomiale; alcuni hanno analizzato anche le aziende della grande distribuzione e le industrie. Ne citiamo alcuni (in ordine alfabetico):
- Franco Basaglia, psichiatra, studioso della condizione manicomiale, sostenitore del modello di comunità terapeutica mutuato dagli studi e dall'esperienza dello scozzese Maxwell Jones, è stato l'ispiratore della Legge 180 del 1978 che porta il suo nome, e che ha modificato i procedimenti dei trattamenti sanitari.
- Alain Brossat, docente francese, studioso del sistema penitenziario. Con "Scarcerare la società" polemizza con i due approcci tradizionali alla questione carceraria: quello "securitario" di chi crede nella necessità delle prigioni come luoghi deputati alla sicurezza della comunità, e quello "umanitario" di chi sostiene che tra le sbarre si debbano tutelare i diritti civili e la dignità dell'individuo recluso. Ad entrambe le tensioni Brossat oppone le sue analisi sugli interni carcerari, sulla totale inutilità di queste strutture, sull'urgenza della depenalizzazione.
- Nils Christie, criminologo norvegese. In "Il business penitenziario" analizza il carcere nei suoi aspetti economici, ne "La solitudine oltre le istituzioni" critica il contenimento dei malati mentali all'interno di strutture apposite e propone soluzioni alternative.
- Michel Foucault, pensatore francese, studioso della malattia mentale e dei meccanismi di costruzione dei luoghi chiusi deputati al controllo ed alla guarigione della devianza rappresentata dalla follia. In "Sorvegliare e punire. Nascita della prigione" analizza la nascita e l'evoluzione dell'istituzione carceraria e critica gli strumenti della disciplina e della sorveglianza.
- Erving Goffman, sociologo di origini canadesi, studioso delle forme di interazione umana. Nel 1961 viene pubblicata la raccolta di quattro saggi-indagine dal titolo "Asylums", in cui descrive cinque tipologie generali di istituzioni totali:

1. le istituzioni nate a tutela di incapaci non pericolosi (istituti per ciechi, sordomuti, disabili, anziani, orfani, indigenti);
2. le istituzioni ideate e costruite per recludere chi rappresenta un pericolo non intenzionale per la società (ospedali psichiatrici, sanatori);
3. le istituzioni finalizzate a recludere chi rappresenta un pericolo intenzionale per la società (carceri, campi di prigionieri di guerra);
4. le istituzioni create per lo svolgimento di un'attività funzionale continua (navi, collegi, piantagioni, grandi fattorie);
5. le istituzioni che richiedono il distacco volontario dal mondo (conventi, monasteri).

- Ahmed Othmani, dissidente politico tunisino, instancabile esponente per i diritti civili dei detenuti. In "La pena disumana" analizza la sua personale detenzione, critica il sistema di reclusione e, dopo essere diventato presidente dell'ONG "Réforme Pénale Internationale", propone riforme penali radicali soprattutto sul versante delle torture subite in carcere.  Archiviato il 25 giugno 2009 in Internet Archive..
- Philip Zimbardo, docente di psicologia alla Stanford University, autore del noto esperimento della "Stanford Prison", nel quale ventiquattro studenti universitari furono inseriti in un contesto che replicava un carcere. Dodici volontari ricoprirono il ruolo di guardia carceraria e dodici il ruolo di carcerato. I risultati furono sconcertanti: al sesto giorno fu posta fine all'esperimento, a causa delle violenze dei soggetti che ricoprivano il ruolo di guardie carcerarie.

Recentemente, molti studiosi hanno rivolto il loro interesse verso le istituzioni totali di nuova generazione. Citiamo a titolo di esempio: 
1. Marco Rovelli, ha indagato in "Lager italiani" i centri di permanenza temporanea, in cui vengono accolti e di fatto reclusi i migranti irregolari.
2. Nicola Valentino[collegamento interrotto], che in "Istituzioni post-manicomiali[collegamento interrotto]" descrive gli attuali centri di riabilitazione psichiatrica e le eredità manicomiali su cui si fondano, mentre in "Pannoloni verdi"[collegamento interrotto] denuncia i meccanismi che si consumano all'interno delle moderne strutture di accoglienza per anziani.
3. Adriana Pannitteri, con "Madri assassine" ci consegna un diario dell'ospedale psichiatrico giudiziario di Castiglione dello Stiviere, in cui vengono recluse esclusivamente le donne che hanno ucciso i propri figli. Tale testo non ha in realtà forma di studio e critica del luogo di riferimento, ma viene citato per il suo valore di testimonianza.
4. Leonardo Boccadoro e Sabina Carulli Archiviato il 4 luglio 2009 in Internet Archive., in collaborazione con la Facoltà di Psicologia della Sapienza Università di Roma, con "Il posto dell'amore negato. Sessualità e psicopatologie segrete" hanno condotto una indagine sulle nuove e vecchie istituzioni totalizzanti come le comunità terapeutiche, le carceri e le residenze sanitarie. Affrontando i temi dell'affettività, della sessualità e delle relazioni all'interno di queste strutture emarginanti, hanno fatto conoscere quali e quante patologie silenti e nascoste al mondo esterno si possono sviluppare nelle istituzioni totali.

## Le parole per dirlo
(Erving Goffman, Asylums)

## Asylums
L'istituzione totale è un luogo dove le persone vengono relegate per un certo periodo di tempo, perché considerate pericolose per sé stesse o per gli altri (es. manicomi, prigioni) oppure per il raggiungimento di specifici scopi (es. monasteri, furerie militari).
In questo libro, considerato di grande validità sul piano sociologico, Goffman parla della sua esperienza nel suo anno di lavoro (1955-56) presso l'Istituto per malattie mentali St. Elizabeth di Washington.